# Aeroportul Barreiras
Aeroportul Barreiras (IATA: BRA, ICAO: SNBR) este un aeroport din Bahia, Brazilia ce deservește zona Barreiras. Aeroportul a fost tranzitat în 2022 de 68.617 pasageri. A fost numit după zona deservită.
Situat la o altitudine de 748 m, aeroportul dispune de 1 pistă.

## Infrastructură

### Piste
Aeroportul dispune de o singură pistă. Pista 8/26 are suprafața de asfalt și dimensiunile 1.600 m × 30 m. 